# خضر شاه
خضر شاه بن اسحق چلبي (اسمه في بعض المراجع: خضرشاه باشا ) (ت.1406، مانيسا)، آخر بكوات إمارة بني صاروخان، التي حكمها ثلاث مرات.

## تيمورلنك وخضر شاه
توسعت حدود الدولة العثمانية في عهد خضر شاه بشكل كبير مما أصبح تهديدًا وجوديا لإمارة بني صاروخان. وفي عام 1390م، ضم السلطان بيازيد الأول مانيسا إلى أملاك الدولة العثمانية.   ولكن كان خضر شاه قد غادر مانيسا مباشرة قبل أن يضمها السلطان بايزيد، وبذلك انتهت فترة حكم خضر شاه الأولى للإمارة. سافر خضر شاه إلى سينوپ عند إسفنديار بك الچاندارلي ثم انتقل إلى تيمورلنك وانحاز إليه في معركة أنقرة 1402م ضد السلطان بايزيد. أسفرت المعركة عن هزيمة العثمانيين، فرد عليه تيمورلنك إمارة بني صاروخان، وبذلك أصبح حاكما للإمارة للمرة الثانية.   

## الصراع بين الأخوة
لا يُعرف بالضبط ما الذي حدث بين خضر شاه وأخيه أورخان.  ولكن المعروف أن شقيقه أورخان بك لم يقبل إمارة أخيه خضر شاه وصار بينهما قتال على الحُكم.  انتصر خضر شاه في النهاية وأصبح حاكما للإمارة للمرة الثالثة،  ويُعتقد أن أورخان بك لجأ إلى العثمانيين خلال هذا الصراع. 

## خضر شاه صهر السلطان مراد
يُعتقد أن إسحاق چلبي (توفي 1379م بمانيسا) حفيد مؤسس الإمارة صاروخان بك قد ترك الإمارة لأورخان بك خلال حياته. والدليل الذي يدعم هذا الادعاء هو العملة المعدنية المؤرخة في 780هـ / 1378م-1379م والمسكوكة باسم أورخان بك. ومن أيضا المحتمل أنه عندما مات إسحاق چلبي، تولى خضر شاه الحُكم.   على الرغم من أنه من غير المعروف كيف أصبح خضر شاه رئيسًا للإمارة، إلا أن سبب لقبه بـ"أولوغ بك" هو أنه كان صِهراً للسلطان مراد الأول وصهر ابنه السلطان بيازيد الأول. وقد روى ذلك المؤرخ التركي إسماعيل حقي أوزون تشارشيلي، الذي أخذ هذا الادعاء عن المؤرخ البيزنطي "دوكاس" (Doukas) (حوالي 1400م-1462م).  وهذا ما قد يفسر سبب فقدان أبناء إسحاق چلبي الآخرين، أورخان وصاروخان، للعرش. 

## وفاته
دعم خضر شاه عيسى چلبي ضد محمد چلبي، أبنيّ السلطان بايزيد الأول في الحرب الأهلية على حكم الدولة العثمانية بين أبناء السلطان بايزيد الأول عقب وفاته، انتصرمحمد چلبي بعد 11 عاما وأعاد توحيد الدولة العثمانية وأصبح اسمه السلطان محمد الأول، فجاء إلى غرب الأناضول، وأرجع مانيسا إلى الدولة العثمانية مرة ثانية عام 1406م وأنهى إمارة بني صاروخان. قبض محمد چلبي على خضر شاه في الحمَّام الذي بناه والده ُوقتل هناك. يقال أن خضر شاه طلب ثلاثة أشياء من السلطان محمد الأول قبل مقتله:
1. أن لا تمحوا نسبي.
2. أن يتم حماية الأسس والأحكام التي أصدرناها.
3. أن أُدفن بجوار والدي.

وبالإضافة إلى الطلب الثالث لخضر شاه بأن يُدفن في قبر والده إسحاق چلبي، فقد قيل أيضًا أنه أراد أن يُدفن بجوار قبر جده الأكبر صاروخان بك. 

## الأعمال المعمارية
بنى خضر شاه بك مسجداً ومدرسةً ومطبخاً للفقراء وحماماً في مدينة "عدالة" (Adala)، ولكن لم يبق منهم حالياً سوى "مسجد خضر باشا" (1470م).   
بنى خضر شاه أيضاً "زاوية چينار" (بالتركية: Çınar Zaviyesi)‏ جنوب شرق حي "أشائي چوباني سا" (بالتركية: Aşağıçobanisa)‏ في مانيسا اليوم. ولكن لا يوجد أي أثر متبقيٍ لهذا المكان اليوم.  